# Mimosa per-dusenii
Mimosa per-dusenii är en ärtväxtart som beskrevs av Arturo Erhardo Erardo Burkart. Mimosa per-dusenii ingår i släktet mimosor, och familjen ärtväxter. Inga underarter finns listade i Catalogue of Life.